# Konradówka

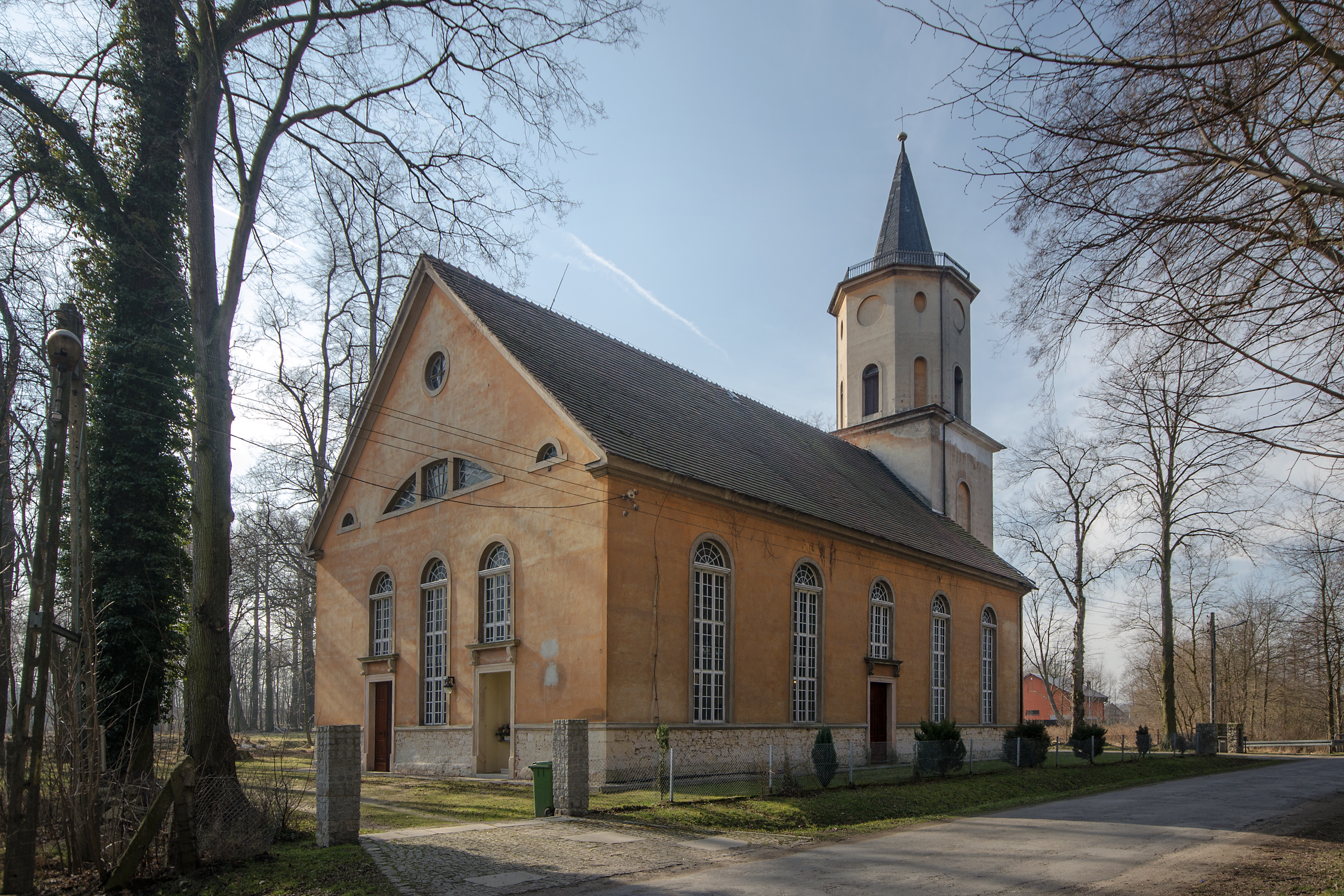
Kościół św. Michała Archanioła w Konradówce

Konradówka – wieś w Polsce, położona w województwie dolnośląskim, w powiecie legnickim, w gminie Chojnów, nad Skorą.
W latach 1954–1959 wieś należała i była siedzibą władz gromady Konradówka, po jej zniesieniu w gromadzie Chojnów. W latach 1975–1998 wieś administracyjnie należała do województwa legnickiego.

## Integralne części wsi
| SIMC    | Nazwa    | Rodzaj     |
| ------- | -------- | ---------- |
| 0363398 | Gołaczów | przysiółek |

## Archeologia
We wsi znaleziono pojedynczy pięściak typu aszelskiego.

## Zabytki
Do wojewódzkiego rejestru zabytków wpisane są:
- kościół ewangelicki, obecnie rzymskokatolicki filialny pw. św. Michała Archanioła, klasycystyczny z 1829 r.
- zespół pałacowy:
  - pałac, z 1701 r., w stylu renesansowym, przebudowany w XX w.; obiekt w złym stanie
  - oficyna
  - park z aleją

inne zabytki:
- pomnik przyrody: 550-letni dąb Konrad
- cmentarze poniemieckie, także pałac z parkiem
- niedziałający młyn stoi przy parku naturalistycznym